# Charles Freund
Charles Freund (* 1775 in Bernkastel; † unbekannt) war ein deutscher Maler.
Über Freunds Leben ist so gut wie nichts bekannt. Von 1795 bis mindestens 1797 hielt er sich in Paris auf, wo er an der École des Beaux-Arts studierte.